# Nené (album)
Nené è un doppio album di Amedeo Minghi pubblicato nel 1991 dall'etichetta musicale Fonit Cetra.

## Tracce
CD 1:
1. Nené
2. L'isola
3. Troppo poco
4. Musica
5. Qualcuno
6. Ladri di sole
7. Sottomarino
8. La casa lungo il Tevere
9. Sognami
10. Una storia d'amore
11. Il profumo del tempo (con Mietta)
12. Io e la musica

CD 2:
1. Vento disperato
2. Telecomunicazioni sentimentali
3. Gomma americana
4. Nell'inverno
5. Hallo hallo
6. Mississippi
7. Nuvole su di te
8. Bella
9. La farfalla
10. L'amore
11. Primula
12. Dubbi no

## Formazione
- Amedeo Minghi – voce
- Mario Zannini Quirini – tastiera
- Marco Petriaggi – chitarra elettrica, programmazione, chitarra acustica

## Classifiche
| Classifica (1991) | Posizione raggiunta |
| ----------------- | ------------------- |
| Italia            | 7                   |